# Rüdiger-tó
A Rüdiger-tó egy Komáromban található horgásztó. Jelenlegi formáját az 1960-as években alakították ki. Állattani, növénytani és tájképi értékei miatt 1992 óta helyi védelem alatt áll.  

## Elhelyezkedése
A Rüdiger-tó Komárom délkeleti részén, az Igmándi-út - Madách Imre utca - Torma köz és a Térffy Gyula utca által határolt területen helyezkedik el, a medret a Szamos utca osztja kétfelé. A nagyobbik mederrész partja mentén húzódik a Kecskés Lászlóról elnevezett, valamint a Rüdiger-sétány. A tó és környezete mintegy 7,1 hektár területet foglal el.  

## Története
A közelben fekvő Igmándi-erőd építése 1877 és 1877 között zajlott. A munkálatokhoz a mai tó területén egy nagy méretű, egybefüggő agyagkitermelő gödröt nyitottak, amely a III. katonai felmérés során készült térképen is megjelenik. Az építkezés végeztével a gödörben felgyűlt a víz, a terület pedig elmocsarasodott, lecsapolására már az 1930-as években születtek tervek. A mocsaras telek tulajdonosai nagyobb részben a Rüdiger-, kisebb részben a Kellner családok voltak. A tó nevét adó Rüdiger-féle területet 1952-ben államosították. A Kellner-család tagjai a holokauszt áldozati lettek, egyedül Kellner László maradt életben. Az ő tulajdonát képező telket 1963-ban kisajátították.     
1961-ben nagyrészt társadalmi munkával alakították ki a nagyobbik tó medrét és a környező parkot. A munkálatokat a MÁV és a Vízügyi igazgatóság munkagépei segítették, illetve a helyi szovjet alakulat részéről 100 katona és két földgyalu vett részt a tereprendezésben. A tó mellett parkot a Kertészeti Főiskola egyik hallgatója tervezte meg diplomamunka gyanánt, az elültetett facsemetéket a Vértesi Állami Erdőgazdaság biztosította.         
A kisebbik tórész területe továbbra is mocsaras maradt, ez 1978-79 folyamán kotorták ki jelenlegi formájára.          
A tó hamar kedvelt lett a lakosság körében, és a következő években számos horgászverseny és sportesemény helyszínéül szolgált.            
A terület jelenleg a város tulajdona, a tavak üzemeltetését a Komáromi Horgász Egyesület, míg a környezet karbantartását a Komáromi Városgazda Nonprofit Kft. végzi.            

## A tó élővilága
A tó madárvilága rendkívül gazdag, mintegy 50 különböző faj figyelhető meg a területen, ezek egy része védett, vagy fokozottan védett. A szigetek számos madárnak nyújtanak védett fészkelőhelyet. A halállomány alapvetően a horgászat érdekeit szolgálja, ennek megfelelően ponty, keszeg és kárászfélék, amur, süllő, csuka él itt, esetlegesen lesőharcsa és törpeharcsa is előfordul. E mellett számos kétéltű-, illetve rovarfaj is megtalálható a tóban és a környezetében.   